# Tötungsdelikt

Vorsätzliche Tötungsdelikte weltweit pro Jahr und 100.000 Einwohner
0–1
1–2
2–5
5–10
10–20
>20

Ein Tötungsdelikt ist im Strafrecht ein Tatbestand, der eine Tat gegen das Leben eines Menschen unter Strafe stellt. Die Tatbestandsbildung für die verschiedenen Tötungsdelikte unterscheidet sich von Rechtsordnung zu Rechtsordnung, insbesondere gibt es in vielen Rechtsauffassungen Tötungsdelikte, die kein Mord sind (versehentliche oder fahrlässige Handlung mit Todesfolge, nach manchen Rechtsordnungen auch vorsätzliche Tötungen, bei denen der Tatbestand des Mordes nicht erfüllt ist). Eine global geltende Definition gibt es nicht.
Die Tötung Ungeborener wird in diesem Artikel nicht zu den Tötungsdelikten gezählt, sondern im Artikel Schwangerschaftsabbruch beschrieben.

## Rechtskreise
Gemeinsamkeiten finden sich in Rechtskreisen:

### Deutscher Rechtskreis
In den hier aufgeführten Rechtsordnungen der Staaten des deutschen Rechtskreises gehören die prominentesten Tatbestände der Tötungsdelikte jeweils zu einem System von Grundtatbestand, Privilegierung(en) mit geringerer angedrohter Strafe und meist auch noch Qualifikation mit höherer Strafandrohung. Ob eine konkrete Straftat beispielsweise als Mord oder als Totschlag zu bezeichnen ist, richtet sich nach der jeweiligen Rechtsordnung.
- Deutschland:  Totschlag (Grundtatbestand), Mord (Qualifikation), Tötung auf Verlangen (Privilegierung).

- Österreich:  Mord (Grundtatbestand, es besteht keine Qualifikation), Totschlag (Privilegierung); Tötung auf Verlangen, Mitwirkung am Selbstmord, Tötung eines Kindes bei der Geburt, Fahrlässige Tötung unter besonders gefährlichen Verhältnissen (Qualifizierungen der Tötung); Oberbegriff: Strafbare Handlungen gegen Leib und Leben (ohne spezielle Eingrenzung auf Handlungen mit Todesfolge, insb. §§ 75–81 StGB)
- Schweiz:  Vorsätzliche Tötung (Grundtatbestand), Mord (Qualifikation), Totschlag (Privilegierung).

In den Rechtsordnungen des deutschen Rechtskreises finden sich insbesondere auch viele Delikte, die zwar die Tötung eines Menschen unter Strafe stellen, aber keinen Vorsatz (vergleiche Vorsatz (Deutschland)) in Bezug auf die Herbeiführung des Todes erfordern. In allen drei Rechtsordnungen gibt es jeweils ein Delikt namens Fahrlässige Tötung. Weitere dieser fahrlässigen Tötungsdelikte (im weiteren Sinne also einschließlich Erfolgsqualifikationen) sind beispielsweise in Deutschland die  Körperverletzung mit Todesfolge und in Österreich die Körperverletzung mit tödlichem Ausgang. Eine Übersicht der zahlreichen Tötungsdelikte allein für das Rechtssystem Deutschlands findet sich unter Tötungsdelikt (Deutschland).
Alle fahrlässigen Tötungsdelikte werden auch im landläufigen bzw. umgangssprachlichen Sinne nicht als Mord bezeichnet.

### Common law
In England und Wales sowie Nordirland wird zwischen murder, voluntary manslaughter und  involuntary manslaughter unterschieden (im schottischen Recht homicide anstelle manslaughter).
In den Vereinigten Staaten werden Tötungsdelikte in First degree murder und Second degree murder unterschieden. Third degree murder gibt es nur in wenigen Bundesstaaten, in denen die Straftat murder nicht in zwei, sondern in drei Stufen eingeteilt wird.

## Rechtsgeschichte

### Antike

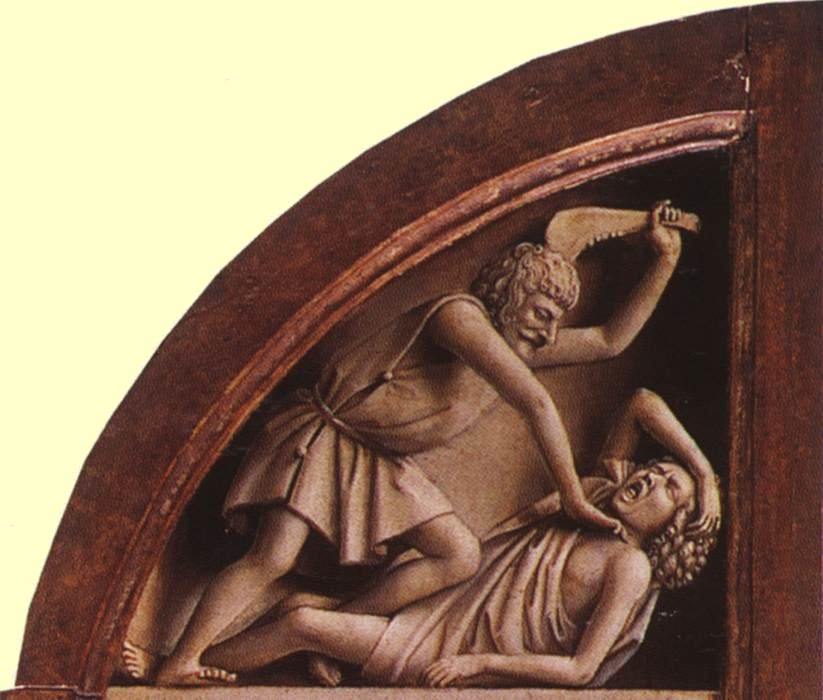
Die Ermordung Abels durch Kain auf einem Gemälde von Jan van Eyck

Die rechtshistorische Entwicklung knüpft an die archaischen Überlieferungen aus dem Codex Hammurapi und an die Bibel an. Gemeinsames Prinzip ist dabei die Talion. Der Tod des Opfers wird mit dem Tod des Täters vergolten. Der Übergang vom Sippenrecht zum gesellschaftlichen Begriff eines Tötungsdeliktes wird eindrucksvoll an der Lex Numae 16 ersichtlich: Wer einen freien Menschen tötet, soll wie ein Verwandtenmörder bestraft werden (um 600 v. Chr.). In der Bibel wird jedoch schon in Buch Exodus zwischen absichtlicher und versehentlicher Tötung unterschieden. In den verschiedenen Übersetzungen findet sich diese Stelle beispielsweise unter Überschriften wie „Mord und Totschlag“ (Ex 21,12–27 ), „Vergehen gegen Leib und Leben“ (Ex 21,12–27 ) oder „Bestimmungen über Totschlag und Körperverletzung“ (Ex 21,12–27 ; das in Num 35,16–18  gebrauchte hebräische Wort רֹצֵ֣חַ „Mörder“ entspricht Art. 300 StGB-IL רֶצַח „Mord“). Zum Schutz des Täters, der nicht mit Absicht oder Hinterlist handelte, vor Blutrache wird zudem die Errichtung von Zufluchtsstädten angeordnet (Ex 21,13–14 , Ex 21,13–14 ).
In der spätrepublikanischen Zeit Roms (100 v. Chr.) zeigen die Leges Corneliae von Sulla erste Stufungen eines moralischen Tötungstatbestandes, nämlich des Giftmordes (veneficium) und des Gewaltmordes (sicarium). Im klassischen Recht – während der Regentschaft des Kaisers Hadrian – werden subjektive Merkmale wie der Vorbedacht (propositum) und der Affekt (impetus) ausschlaggebend. Diese annähernd 2000 Jahre alte Entwicklung wurde in Deutschland auch noch bei Schaffung des Reichsstrafgesetzbuches 1871 verwendet und wird heute noch im Schrifttum nachgezeichnet.

### Germanisches Recht
Das germanische Recht kannte noch keine ausgefeilte Differenzierung zwischen Vorsatz und Fahrlässigkeit, sondern basierte auf der Erfolgshaftung: „Die Tat tötet den Mann“. Ein Bewusstsein für die Unterscheidung zwischen böser Absicht und bloßem Versehen bestand jedoch sehr wohl. Man traf diese Unterscheidung jedoch nicht nach den mutmaßlichen inneren Motiven des Täters, sondern nach charakteristischen äußeren Merkmalen. Als äußere Merkmale des Mordes sah man an, dass der Täter versuchte, die Tat zu verheimlichen, etwa indem er den Leichnam beiseitezuschaffen suchte. Der heutigen Kategorie Fahrlässigkeit entsprechen die Fälle von Ungefährwerk. Ungefährwerk legte man zugrunde, wenn nach den typischen äußeren Gegebenheiten der Tötungssituation böse Absicht nicht zugrunde gelegt werden konnten, etwa Unfälle beim Baumfällen oder Jagen. Bis ins 12. Jahrhundert hinein wurde den Tätern, die sonst Opfer der Blutrache geworden wären, ein gestuftes „Wergeld“ (althochdeutsch wer „Mann, Mensch“; lateinisch vir „Mann“) abverlangt. Dazu musste der Täter durch einen Reinigungseid sich vom Vorwurf der bösen Absicht frei machen. Teilweise setzte man die Fälle eines Ungefährwerkes auch den Notwehrfällen gleich.

### Islamisches Recht
Der Koran sieht für die absichtliche Tötung Wiedervergeltung (Qisās) vor, wobei Verzeihung möglich ist (Suren 2:178 und 5:45), für die unabsichtliche Tötung Blutgeld (Diya, Sure 4:92). Davon ausgehend, hat die islamische Rechtswissenschaft (Fiqh) Regeln hervorgebracht, die heute von Scharia-treuen Staaten wie dem sunnitischen Pakistan oder dem schiitischen Iran in Gesetze überführt werden.

### Mittelalter und frühe Neuzeit
Im Hochmittelalter galt der Mord als verheimlichte Tötung, wobei der Täter die Leiche zwecks Verdeckung der Tat versteckte.
Mit dem ausgehenden Mittelalter wurde die römische Lehre wieder rezipiert, sodass Mord schließlich in der Halsgerichtsordnung Kaiser Karls V. (Constitutio Criminalis Carolina [Art. 134, 137 CCC]) als Tötung mit Vorbedacht erschien. Der dort erwähnte „fursetz“ war nicht der Vorsatz, sondern der Vorbedacht.
Diese Regelung setzte sich über das Preußische Allgemeine Landrecht hinweg in das Strafgesetzbuch des Norddeutschen Bundes („Thötung durch Überlegung“) fort. Im Reichsstrafgesetzbuch lautete der § 211 dann: „Wer vorsätzlich einen Menschen tödtet, wird, wenn er die Tödtung mit Überlegung ausgeführt hat, wegen Mordes mit dem Tode bestraft.“ (Im Gegensatz dazu lautete die Bestimmung in § 212 für Totschlag: „Wer vorsätzlich einen Menschen tödtet, wird, wenn er die Tödtung nicht mit Überlegung ausgeführt hat, wegen Todtschlages mit Zuchthaus nicht unter fünf Jahren bestraft.“) Mord zielte auf die Überlegung, Totschlag wurde als Affekttat gesehen.
Erst 1941 wurde diese Regelung durch das nationalsozialistische Regime mit der heutigen Tatbestandsregelung ersetzt. Die Fassung des § 211 Abs. 2 StGB entspricht weitgehend dem Vorentwurf für ein Schweizer StGB von 1896.

## Rechtsvergleichende Analyse

### Bezeichnungen
Rein sprachlich lassen sich vier Arten der Bezeichnungsbildung für Tötungsdelikte unterscheiden:
1. ergebnisbezogen: Ableitung (allein) von einer Wurzel mit der Bedeutung ‚tot/Tod/sterben‘
- deutsch Tötung (zu idg. *dheu-)
- deutsch Mord, englisch murder, niederländisch moord, schwedisch mord; französisch meurtre; tschechisch usmrcení, kroatisch usmrćenje (zu indogermanisch *mer[ə]-)
- türkisch öldürme

2. handlungsbezogen: Ableitung von einer eigenständigen Wurzel mit der Bedeutung ‚erschlagen/töten‘
- deutsch Totschlag, englisch manslaughter, niederländisch doodslag (zu indogermanisch *slak-)
- isländisch manndráp, dänisch manddrab, schwedisch dråp (zu urgermanisch *drepan)
- lateinisch homi/infanti/parricidium, englisch/französisch homicide, spanisch homicidio, italienisch omicidio (zu lateinisch caedere)
- russisch убийство ubistwo, tschechisch zabití (neben vražda), kroatisch ubojstvo (zu indogermanisch *bhei[ə]-, *bhī-)
- arabisch قتل qatl
- hochchinesisch 杀人 shārén, japanisch 殺人 satsujin, koreanisch 살인 salin; indonesisch pembunuhan

3. schuldformbezogen: englisch criminal negligence causing death
4. fernerer Bezug: Ableitung vom Namen der mittelalterliche Sekte der Assassinen
- französisch assassinat, spanisch asesinato, italienisch assassinio (zu الحشاشين al-Ḥaššāšīn „Haschisch-Leute“)

### Grundstrukturen vorsätzlicher Tötung

#### Gesetzgebungstechnik
Alle großen Rechtsordnungen kennen einen Tatbestand der Struktur „wer einen anderen Menschen vorsätzlich tötet, wird […] bestraft“ mit den Elementen 1. Mensch 2. anderer und 3. vorsätzliche Tötung. In gleicher Weise besteht jedoch in allen Rechtsordnungen Konsens darüber, dass nicht alle Formen der vorsätzlichen Tötung in gleicher Weise strafenswert sind. Die Grundstruktur ist also in bestimmten Fällen abzuwandeln und unterschiedliche Fallkonstellationen unterschiedlich zu gewichten. Dabei können drei Grundtypen unterschieden werden:
1. Einstufigkeit/Einheitstatbestand: Beim Einheitstatbestand wird weder eine besonders schwere noch eine besonders milde Form der vorsätzlichen Tötung im Tatbestand hervorgehoben. Dieses Modell ist etwa in Dänemark in Verwendung: Vorsätzliche Tötung ist nach § 237 Straffeloven mit 5 Jahren bis lebenslanger Freiheitsstrafe belegt. Um Rechtsunsicherheit trotz dieser großen Spanne zu vermeiden, besteht deshalb nur ein einziges Instanzgericht, das auf Tötungsdelikte spezialisiert ist.[14]
2. Zweistufigkeit: Beim zweistufigen Modell werden als besonders milde oder besonders schwer gewertete Formen der Tötung in einem eigenen Tatbestand abgeschichtet. Der zweistufige Typus ist dabei wiederum in zwei Arten denkbar: Als qualifikationsbezogener oder als privilegierungsbezogener: Qualifikationsbezogen ist die Ausgestaltung dann, wenn eine besonders schwere Form vom Grundtatbestand ausgenommen und in einen eigenen Tatbestand überführt wird und der Grundtatbestand die milden und mittleren Formen umfasst. Privilegierungsbezogen ist ein Modell, wenn es dem Grundtatbestand die mittleren und schwereren Formen zuweist und besonders milde Formen in einem eigenen Tatbestand erfasst (Beispiel: Österreich).
3. Dreistufigkeit: Hier besteht für die Qualifikation, Grunddelikt und Privilegierung ein jeweils eigener Tatbestand, der jeweils die besonders schweren, die mittleren und die milderen Formen der Tötung umfasst (Beispiel: Schweiz).

Gesetzgebungstechnisch kann zur Qualifizierung oder Privilegierung eine generalklauselartige Wendung verwendet werden (Bsp.: „Tötung mit Überlegung“) oder die qualifizierenden/privilegierenden Merkmale an einer detaillierten kasuistischen Aufzählung festgemacht werden. Die Abwägung zwischen Rechtssicherheit und Elastizität der Norm, d. h. Einzelfallgerechtigkeit, entspringt dabei aus dem jeweiligen politischen Verständnis der Gewaltenteilung von Legislative und Judikative.
Nicht jeder Abstufung muss eine eigene Bezeichnung zugewiesen werden. Umgekehrt sagt das einem Tatbestand zugewiesene Wort wenig über den Strafrahmen und die Schwere oder Milde der Tötungsform aus, sondern dient eher der plakativen Wirkung als einer juristischen Wertung.

#### Mord
Mord bezeichnet im germanischen Bereich meist die als „am schwersten gewertete Form“ der vorsätzlichen Tötung. Im technisch-juristischen Sinne kommen vier Verwendungsweisen vor:
1. für alle Qualifikationen, aber auch nur für diese (Beispiel: Schweiz Art. 112),
2. nur für Qualifikationen, aber nur einen Teil von diesen (Beispiel: Deutschland 1871, § 211 Mord neben § 215 Aszendententotschlag),
3. für alle nichtprivilegierten Fälle bei privilegierungsbezogener Zweistufigkeit[14] (Beispiele: Österreich § 75, Schweden Kap. 3 § 1, England)
4. beim Einheitsdelikt für alle vorsätzlichen Tötungen (Beispiel: ČSSR 1961 § 219 Vražda).

Sprachlich ist für die Bezeichnung Mord (siehe auch englisch murder, französisch meurtre, deren Verwendung aber nicht mit dem deutschen Mord übereinstimmt) die indogermanische Wurzel *mer- erschlossen worden. Sie steht für das Bedeutungsfeld „tot, leblos“. (Beispiele: lateinisch mors – Tod, mortuus – tot, altgriechisch βροτός brotós – sterblich [siehe Ambrosia], tschechisch smrt, úmrtí – Tod, mr’t – totes Fleisch, Brand, mrtvèti – erstarren, mrtviti – töten, mrtvola – Leiche) Das deutsche Wort Mord ist also kein Lehnwort nach dem lateinischen mors („Tod“), sondern beide gehen auf die gemeinsame indogermanische Wurzel zurück. Für das Urgermanische wurde die Wurzel *murþa- rekonstruiert, die bereits im Zusammenhang mit der Tötungshandlung steht. Das gotische maurþr ist sowohl mit dem deutschen Wort Mord als auch dem englischen murder verwandt. Der Begriff des „Mordes“ in seiner heutigen Schreibweise taucht 1224 in der Treuga Henrici auf. Von „Mord“ ist der veraltete Hilferuf „Mordio!“ abgeleitet (die Verlängerung durch das -io macht die Interjektion rufbar – vergleiche Feurio). Er ist heutzutage nur noch in der Redensart „Zeter und Mordio schreien“ geläufig.
Um inhaltlich für bestimmte Fälle der vorsätzlichen Tötung die Höchststrafe zu legitimieren, stand lange Zeit in zahlreichen Rechtskreisen das klassische Überlegungskriterium bereit. Die Unzulänglichkeit seiner Anwendung in Reinform hat in neuerer Zeit zur Entwicklung von Verwerflichkeits- und Gefährlichkeitskriterien sowie Kombinationsmodellen geführt. Der Hauptkritikpunkt am Überlegungskriterium ist, dass „confusion, ambiguity and uncertainty of the meaning and application of (malice) premediation and deliberation“ am Ende jeder Auslegung eines solchen Tatbestandsmerkmales stehen. Seine Verwendung wurde deshalb in zwei Richtungen modifiziert: Bei ersterer wird das Überlegungskriterium weitgehend zum bloßen Indiz herabgestuft; bei dieser Interpretation des Merkmals genügt „even a single second“ der Überlegung, zur Bestätigung der Höchststrafe müssen neben diesem Indiz jedoch weitere Merkmale hinzutreten. In der zweiten noch bestehenden Verwendung des Kriteriums tritt es in qualifizierter Form auf: So muss die Vorüberlegung sich auf eine bestimmte Zeitspanne erstrecken. Eine besonders interessante Anwendung des Merkmales bietet der portugiesische código penal:

«2 – É susceptível de revelar a especial censurabilidade ou perversidade a que se refere o número anterior, entre outras, a circunstância de o agente: […]

i) Agir […], com reflexão sobre os meios empregados ou ter persistido na intenção de matar por mais de vinte e quatro horas;»

„2 – Die im vorstehenden Absatz genannte besondere Vorwerfbarkeit oder Perversität kann unter anderem aus dem Umstand entnommen werden, dass der Täter […]
 i) […] handelt, mit Überlegung hinsichtlich der verwendeten Tatmittel, oder dass er länger als 24 Stunden seine Tötungsabsicht aufrechterhält“

Oftmals ist die schwerste Form der Tötung unverjährbar.

#### Totschlag
Totschlag (englisch manslaughter) ist in seiner Verwendung am wenigsten einheitlich und im allgemeinen Sprachgebrauch am wenigsten verbreitet. Im deutschen Recht wird das Wort etwa für vorsätzliche Tötungen verwendet, die weder Mord noch Tötung auf Verlangen sind, in der Schweiz dagegen für die privilegierten Fälle. Insgesamt lässt sich also festhalten: Wird das Wort verwendet, erfasst es zumindest auch die Privilegierungen.

#### Vorsätzliche Tötung
In Rechtsordnungen von Staaten wie zum Beispiel China, Korea, Japan, Dänemark, Polen, Russland und der Türkei ist die Bezeichnung Mord für eine Straftat ohne Verbreitung und Tradition; regelmäßig spricht man hier nur von der vorsätzlichen Tötung. Der Terminus vorsätzliche Tötung (englisch homicide, französisch homicide, spanisch homicidio) kann in drei Varianten gebraucht werden: a) als umfassender nichtgesetzlicher Oberbegriff für alle vorsätzlichen Tötungsdelikte, b) als umfassender gesetzlicher Oberbegriff für alle vorsätzlichen Tötungsarten und c) für den Mittelbereich zwischen besonders schwerer und besonders milder Tötungsform (Beispiel: Schweiz).

#### Typische Modelle
Aus der Verbindung der möglichen inhaltlichen und sprachlichen Gestaltungsmöglichkeiten lassen sich insgesamt sechs Grundkonstellationen unterscheiden:
1. Der einstufige Tatbestand wird mit einem Wort bezeichnet (Beispiel: Dänemark),
2. das zweistufige Modell wird verwendet, aber beide Formen mit demselben Wort bezeichnet,
3. das zweistufige Modell wird verwendet und zwei verschiedene Wörter zur Bezeichnung gewählt (Beispiel: Österreich),
4. das dreistufige Modell wird gewählt, aber alle Formen gleich genannt (Beispiele: AE-BT 1970 § 100, Russland Art. 105 ff.),
5. im dreistufige Modell werden zwei Bezeichnungen verwendet und
6. das dreistufige Modell wird verwendet und ihm eine entsprechende Begriffstrias zugeordnet (Beispiel: Schweiz).

### Grundstrukturen nicht-vorsätzlicher Tötung

#### Fahrlässige Tötung
Grundfall der nicht-vorsätzlichen Tötung ist die fahrlässige Tötung (Deutschland § 222, Österreich § 80, Schweiz Art. 117). Fahrlässig handelt, wer die Folge seines Verhaltens aus pflichtwidriger Unvorsichtigkeit nicht bedenkt (unbewusste Fahrlässigkeit) oder darauf nicht Rücksicht nimmt (bewusste Fahrlässigkeit). Fahrlässigkeit setzt subjektive Vorhersehbarkeit und Vermeidbarkeit des missbilligten Erfolgs voraus (vergleiche Österreich § 6, Schweiz Art. 12 Abs. 3).

#### Schuldhafte Erfolgsqualifikation
Im deutschen und österreichischen Strafrecht gibt es Delikte, die hinsichtlich des Grundtatbestands (etwa Körperverletzung, Deutschland § 227, Österreich § 86) Vorsatz, hinsichtlich der Todesfolge aber nur Fahrlässigkeit erfordern (vergleiche Deutschland §§ 15, 18, Österreich § 7). In der Schweiz wurden diese erfolgsqualifizierten Delikte 1985 abgeschafft, in Schweden bereits 1965.

#### Rein objektive Zurechnung
Weitergehend kennen manche Rechtsordnungen eine rein objektive Erfolgshaftung. Auch im deutschen Raum wurden früher bei verbotenem Handeln alle daraus entstehenden schädlichen Folgen zugerechnet (dolus indirectus bzw. versari in re illicita; Carpzov). Eine ähnliche Regelung des common law wurde etwa in England und Kanada beseitigt, ist aber in den USA als felony murder rule noch weit verbreitet.

### Tabellarische Übersicht über einschlägige Paragraphen in DE/AT/CH
| Land        | Jahr | Qualifikation | Grundtatbestand              | Privilegierung                                                                   | Fahrlässige Tötung                                   | Erfolgsqualifikation         | Verfolgungs- verjährung | gerichtliche Zuständigkeit |
| ----------- | ---- | ------------- | ---------------------------- | -------------------------------------------------------------------------------- | ---------------------------------------------------- | ---------------------------- | ----------------------- | -------------------------- |
| Deutschland | 1941 | § 211 Mord    | § 212 Totschlag              | § 213 Minder schwerer Fall des Totschlags (Regelbsp.) § 216 Tötung auf Verlangen | § 222 Fahrlässige Tötung                             | § 227, u. a. (vgl. § 74 GVG) | § 78                    | § 74, § 28 GVG             |
| Österreich  | 1974 | § 75 Mord     | § 75 Mord                    | § 76 Totschlag § 77 Tötung auf Verlangen § 79 Tötung eines Kindes bei der Geburt | § 80 Fahrlässige Tötung § 81 Grob fahrlässige Tötung | § 86, § 87, u. a.            | § 57                    | § 31 StPO                  |
| Schweiz     | 1985 | Art. 112 Mord | Art. 111 Vorsätzliche Tötung | Art. 113 Totschlag Art. 114 Tötung auf Verlangen Art. 116 Kindestötung           | Art. 117 Fahrlässige Tötung                          | –                            | Art. 97                 | Art. 19 StPO               |

## Kriminologie
Durch die hervorgehobene Stellung des Mordes als Vernichtung eines Menschenlebens als verwerflichste Handlung ist in allen Strafrechtssystemen Europas auch die schwerste Strafandrohung vorgesehen. Selten einmal (z. B. Österreich) wird ein schwereres Strafmaß für den Völkermord vorgesehen. Da sämtliche Staaten Europas dem Europarat angehören (bis auf Russland und Belarus), ist die Todesstrafe in fast allen europäischen Ländern abgeschafft (6. und 13. Fakultativprotokoll zur Europäischen Menschenrechtskonvention (EMRK)). Nur wenige Länder haben bereits die lebenslange Freiheitsstrafe abgeschafft (z. B. Portugal und Kroatien). Die lebenslange Freiheitsstrafe entspricht kaum der Rechtswirklichkeit. In England wird nach einer Studie die lebenslange Freiheitsstrafe durchschnittlich 9 Jahre vollstreckt, während in Deutschland im Mittel 21 Jahre vollstreckt werden.

### Häufigkeit – Internationaler Vergleich
Das Büro der Vereinten Nationen für Drogen- und Verbrechensbekämpfung (UNODC) veröffentlicht regelmäßig eine internationale Studie einschließlich Kriminalstatistik in Bezug auf (vorsätzliche) Tötungsdelikte, zuletzt 2023 die 2023 Global Study on Homicide. Dabei erfasst die Studie nur intentional homicide (etwa: vorsätzliche Tötungsdelikte oder Tötungsdelikte mit Vorsatzbeteiligung) und versteht darunter insbesondere nur diejenigen Straftaten, bei denen der Täter den Tod (oder zumindest schwerwiegende Verletzungen) des Opfers verursachen wollte.
Grundlage für die Erhebung waren eindeutig ermittelte bzw. in der Mordermittlung abgeschlossene Mordfälle je 1.000 Einwohner. Danach wurden in besagtem Zeitraum in Kolumbien mit 0,617847 Morden je 1.000 Einwohner die meisten Menschen ermordet, gefolgt von Südafrika (0,496008 je 1.000 Einwohner), Jamaika (0,324196 je 1.000 Einwohner), Venezuela (0,316138 je 1.000 Einwohner) und Russland (0,201534 je 1.000 Einwohner). Mit den meisten Morden innerhalb der Europäischen Union nahmen die Staaten des Baltikums (Estland 0,107277; Lettland 0,10393; und Litauen 0,102863 je 1.000 Einwohner) die Plätze 7 bis 9 ein. Die Vereinigten Staaten von Amerika lagen nach dieser Statistik auf Rang 24 (0,042802). In Deutschland (49.) wurden im benannten Zeitraum 0,0116461 je 1.000 Einwohner ermordet. Weniger Menschen wurden durch Mord in der Schweiz (56.) getötet. Österreich ist in der Statistik mit weniger Fällen nicht mehr aufgeführt.
Die Statistik ist insofern kritisch zu betrachten, da sie mehrere, die Zahlen beeinflussende, nationale Faktoren außeracht ließ, wie das unterschiedliche Niveau und die Qualität der Strafermittlung, die personelle, technische und materielle Ausstattung der Ermittlungsbehörde(n) und die durch unterschiedliche Faktoren beeinflusste Qualität der medizinischen Untersuchung(en) zur Feststellung einer solchen Straftat, soweit diese überhaupt erfolgt.
Prozentanteile der Kontinente an der Weltbevölkerung und an den weltweiten Morden 2011

### Tatzeit und Tatort
Ein statistischer Zusammenhang zwischen Monat oder Jahreszeit und Anzahl der Tötungsdelikte war Gegenstand zahlreicher Studien. Im Ergebnis weisen diese Studien allerdings oft widersprüchliche Ergebnisse vor. Die Gegenansicht sieht die behaupteten Unterschiede als statistisch nicht relevant an; es handle sich bei den Schwankungen um rein zufällige Schwankungen sowohl zwischen Monaten als auch zwischen Jahreszeiten.
Unterschiede bei der Anzahl der Tötungsdelikte über die Wochentage werden dagegen von den meisten Studien bejaht. In nordamerikanischen Studien wiesen die Tötungsdelikte an Wochenenden einen Anteil von 60 % bis 80 % auf; die Anzahl der Tötungsdelikte nahm an Freitagen nach 20 Uhr einen Wert von 50 % an. Auch in deutschen Studien wird übereinstimmend eine erhöhte Zahl von Tötungsdelikte an Wochenenden festgestellt. Eine Auswertung der Tötungsdelikte in Hamburg von 1950 bis 1967 erbrachte, dass 47 % aller Tötungsdelikte zwischen Freitag 20 Uhr und Sonntag 24 Uhr geschahen. Die Hamburger Studie stellte bei den Delikten am Wochenende ferner eine Korrelation zu folgenden Kriterien fest: Die Delikte an Wochenenden fanden meist in einer für den Täter fremden Umgebung statt, betrafen seltener Familienangehörige; Täter und Opfer standen dabei signifikant öfter unter Alkoholeinfluss. Unterscheidet man die Taten ferner nach den abgeurteilten Delikten, entsteht folgendes Bild: Die Hälfte aller Körperverletzungen mit Todesfolge geschah am Wochenende, 29 % aller Totschläge und 19 % aller als Mord abgeurteilten Taten. Ferner fällt auf, dass Geliebten- und Ehegattentötungen mit 41 % über dem zu erwartenden Wert liegen.
In allen Studien korreliert die Anzahl der Tötungsdelikte mit der Tageszeit: Die überwiegende Anzahl der Tötungsdelikte geschieht zwischen 20 und 4 Uhr in der Nacht. Nach der Hamburger Studie sind hiervon Mord-Selbstmord-Kombinationen, die gleichmäßig über die Tageszeiten verteilt sind, ausgenommen. Besonders hoch ist zwischen 20 und 4 Uhr die Anzahl der Fälle von Körperverletzung mit Todesfolge.
Mögliche Tatorte – wie etwa Unterschiede zwischen Stadt und Land, verschiedenen Milieus oder die Abgelegenheit eines Tatortes – sind weit weniger als die Tatzeit durch eine sich natürlicherweise anbietende Ordnung geprägt; Erwartungswerte können nur schwer formuliert werden. Deshalb ist der Tatort statistisch regelmäßig nur sehr schwer zu erfassen. Eine Sonderstellung nehmen insoweit jedoch Wohnung und Arbeitsplatz ein, da die meisten Menschen hier einen Großteil ihrer Zeit verbringen. In der Hamburger Studie trugen sich bei 360 untersuchten Fällen 11,4 % aller Tötungsdelikte am Arbeitsplatz zu: 7,5 % am Arbeitsplatz des Opfers, 2 % am gemeinsamen Arbeitsplatz und 2 % am Arbeitsplatz des Täters. Das stark abweichende Arbeitsumfeld von Prostituierten führt dazu, dass diese Fälle nicht in die Statistik mit einfließen. Die Wohnung nimmt demgegenüber einen weitaus größeren Raum ein: In der Hamburger Studie lag der Anteil bei 70 %, andere Studien kommen zu Ergebnissen zwischen 40 % und 50 %. Innerhalb dieser Fälle steht die gemeinsame Wohnung an erster Stelle, die Opferwohnung an zweiter und die Täterwohnung an dritter Stelle.
Der geringe Anteil von Delikten am Arbeitsplatz wird mit verschiedenen Gründen erklärt: So wären Konflikte am Arbeitsplatz meist weniger emotional belegt und deshalb einer sachorientierten Lösung eher zugänglich; zudem steht die Arbeitsausübung und die mit ihr verbundene Arbeitsdisziplin schon zeitlich der gewaltsamen Austragung von Konflikten entgegen. Gestützt werden diese Erklärungen durch die Beobachtung der Hamburger Studie, dass in den Fällen der Tötung am Arbeitsplatz 40 % der Täter durch Krankheit, Arbeitslosigkeit oder Urlaub von ihrer Arbeitsaufgabe entbunden waren. Die hervorragende Stellung der Wohnung erklärt sich daraus, dass Tötungsdelikte regelmäßig aus privaten Konflikten im nächsten Umfeld erwachsen. Gestützt wird dies hierdurch, dass die Mord-Selbstmord-Kombinationen zu über 90 % in der Wohnung stattfinden, in den übrigen Fällen zwischen 60 % und 70 %. Differenziert man innerhalb der Wohnung weiter, liegt nach der Hamburger Studie das Schlafzimmer mit 19 % an erster Stelle, gefolgt von Küche und Wohnzimmer mit jeweils 12 %.

### Die Täter
Die wissenschaftliche Beschäftigung der Psychiatrie mit den Tätern von Tötungsdelikten rührt von ihrer Begutachtungstätigkeit im Strafprozess her. Besonders die frühe psychiatrische Literatur dreht sich um die Frage, ob es die Mörderpersönlichkeit als eigenen Menschentyp gäbe. Kritik am Versuch einer solchen Klassifizierung ergab sich dabei schon aus dem problematischen Vergleichbarkeit der verschiedensten möglichen Fallkonstellationen: Etwa der Räuber, der sich nach einem Banküberfall den Weg freischießt; die Mutter, die aus scheinbar unlösbarem familiärem Dilemma ihre Kinder mit in den Tod nehmen will; der sexuell motivierte Serientäter.
Studien, die mit validierten Methoden eine große Anzahl von Tätern untersucht und statistisch ausgewertet haben, sind rar. Die meisten frühen Untersuchungen beruhen auf dem Rorschachtest und sind folglich mit denen dem Test eigenen Kontroversen behaftet. Ferracuti hat die Ergebnisse dieser Tests wie folgt zusammengefasst: Egozentrik und Mangel an emotionaler Kontrolle, fehlende Reife und Explosivität, Kontaktschwierigkeiten, geringe Frustrationstoleranz sowie geringe rationale Kontrolle.
Auch die Untersuchungen der Täter fahrlässiger Tötungen sind zahlenmäßig gering; die meisten stützen sich dabei auf die Täter von Straßenverkehrsdelikten. Die Vergleichbarkeit der Täter von fahrlässigen Tötungen und fahrlässigen Körperverletzungen – Tat und Schuld gleichen sich, Taterfolg, d. h. Verletzung oder Tötung hängen vom Zufall ab – legt dabei nahe die Untersuchungsmasse die Täter fahrlässiger Körperverletzungen auszudehnen.
Siehe auch

## Dokumentarfilme
- Blind Spot: Murder by Women. Ein Film von Irving Saraf, Allie Light und Julia Hilder, USA 2000.[29]
- Aileen: Life and Death of a Serial Killer. Regie: Nick Broomfield, 2003, von Amnesty International ausgezeichneter Dokumentarfilm.